# 男女共同参画社会基本法
男女共同参画社会基本法（だんじょきょうどうさんかくしゃかいきほんほう、英語: Basic Act for Gender Equal Society、平成11年6月23日法律第78号）は、男女平等を推進に関する日本の法律である。
所管官庁は、内閣府である。3章26条によって構成されており、男女が対等な社会の構成員として、各分野への参画機会が確保され、男女が均等に政治的、経済的、社会的、文化的な利益と責任を共に担う社会を目指すことを規定した法律である。

## 内容

### 基本理念
男女共同参画社会の実現のために、本法は次の5つの柱を掲げている。
- 男女の人権の尊重
- 社会における制度または慣行についての配慮
- 政策等の立案及び決定への共同参画
- 家庭生活における活動と他の活動の両立
- 国際的協調

### 構成
- 前文
- 第1章　総則（第1条～第12条）
- 第2章　男女共同参画社会の形成の促進に関する基本的施策（第13条～第20条）
- 第3章　男女共同参画会議（第21条～第28条）
- 附則

## 基本計画の変遷

### 第2次男女共同参画基本計画（平成17年12月）
第2次の報告書では「男女の実質的な機会平等を目指すものであって、様々な人々の差異を無視して一律平等に扱うという結果の平等まで求めるものではない」「女性国家公務員については国家公務員法における平等取扱いと成績主義の原則に基づきながら、女性の採用や登用など促進する」というものとなっていた。審議の過程で、自由民主党の一部議員から、「ジェンダー」や「ジェンダーフリー」という言葉の使い方、性教育・ジェンダーフリー教育に対する厳しい批判を受け、表現を大幅に見直した。また、「ジェンダーフリー」という言葉は使わないよう、全国自治体に通達を出した。
- 男女共同参画基本計画(第二次)のポイント
  - 政策・方針決定過程への女性の参画の拡大
  - 女性のチャレンジ支援
  - 男女雇用機会均等の推進
  - 仕事と家庭・地域生活の両立支援と働き方の見直し
  - 新たな分野への取組
  - 男女の性差に応じた的確な医療の推進
  - 男性にとっての男女共同参画社会
  - 男女平等を推進する教育・学習の充実
  - 女性に対するあらゆる暴力の根絶
  - あらゆる分野において男女共同参画の視点に立って関連施策を立案・実施し、男女共同参画社会の実現を目指す[7]

### 第3次男女共同参画基本計画（平成22年12月）
2020年までに女性の人材を30%に引き上げることが主軸となっている。政治分野、司法分野、行政分野、雇用分野、その他の分野に一律30%の女性枠を与え、2020年を目途に達成することを目指している。しかしながら、目標に向けた具体策とそのフォローアップがなかったため達成できず、2020年に策定された「第5次男女共同参画基本計画」では先送りされた。
- 基本計画の特徴[8]
  - 経済社会情勢の変化等に対応して、重点分野を新設
  - 実効性のあるアクション・プランとするため、それぞれの重点分野に「成果目標」を設定
  - 2020年に指導的地位に女性が占める割合を少なくとも30％程度とする目標に向けた取組を推進
  - 女性の活躍による経済社会の活性化や「M字カーブ問題」の解消も強調

### 第4次男女共同参画基本計画（平成27年12月）
10の策定方針を発表している。「男性中心型労働慣行等の変革と女性の活躍」を女性の活躍推進とともに、男女 ともに暮らしやすい社会を実現するために特に必要な要素として計画全体にわたる横断的視点として冒頭に位置付けることや、非正規雇用労働者やひとり親など、生活上の困難に陥りやすい女性への支援を進めることなどが含まれている。
- 基本計画の特徴[10]
  - 女性の活躍推進のためにも男性の働き方・暮らし方の見直しが欠かせないことから、男性中心型労働慣行(注)等を変革し、職場･地域･家庭等あらゆる場面における施策を充実
  - あらゆる分野における女性の参画拡大に向けた、女性活躍推進法の着実な施行やポジティブ・アクションの実行等による女性採用・登用の推進、加えて将来指導的地位へ成長していく人材の層を厚くするための取組の推進
  - 困難な状況に置かれている女性の実情に応じたきめ細かな支援等による女性が安心して暮らせるための環境整備
  - 東日本大震災の経験と教訓を踏まえ、男女共同参画の視点からの防災・復興対策・ノウハウを施策に活用
  - 女性に対する暴力の状況の多様化に対応しつつ、女性に対する暴力の根絶に向けた取組を強化
  - 国際的な規範・基準の尊重に努めるとともに、国際社会への積極的な貢献、我が国の存在感及び評価の向上
  - 地域の実情を踏まえた主体的な取組が展開されるための地域における推進体制の強化

### 第5次男女共同参画基本計画（令和2年12月）
第3次男女共同参画基本計画で掲げていた指導的地位に占める女性比率の目標「2020年までに少なくとも30％」は、それまでの政策が十分でなかったこともあって2019年時点で達成を諦め、2020年に決定した第5次計画では「2020年代の可能な限り早期に30％程度」に先送りした。なお、選択的夫婦別姓制度については、第4次計画まで「選択的夫婦別氏制度を検討する」という記述はあったが、「検討する」という口先だけで20年間放置され続け、具体的な検討はほとんどなされなかった。このため、第5次計画策定の過程では、自民党の部会で4回にわたり7時間超の賛否両論の異例の議論が行われ、最終的には「夫婦の氏のあり方に関する具体的な制度のあり方に関し、更なる検討を進める」という表現になった。この決定を受けて、翌年9月、男女共同参画会議計画・実行専門調査会で、「旧姓の通称使用の拡大の現状と限界」について公開の場で政府として正式な審議が行われた。また、ユースの意見を重視し、パブリック・コメントで表明された就活セクハラ防止や緊急避妊薬の薬局での購入に関する検討などの要望が取り入れられ、計画に盛り込まれた。
基本計画の特徴
現状と今後5年間の社会環境の変化として、①新型コロナウイルス感染症拡大による女性への影響、②人口減少社会の本格化と未婚・単独世帯の増加、③人生100年時代の到来（女性の51.1％が90歳まで生存）、④法律・制度の整備（働き方改革等）、⑤デジタル化社会への対応、⑥国内外で高まる女性に対する暴力根絶の社会運動、⑦頻発する大規模災害（女性の視点からの防災）、⑧ジェンダー平等に向けた世界的な潮流の8つを念頭において、以下の政策を進める。
1. 政策・方針決定過程への女性の参画拡大（政党に対し政治分野における男女共同参画の推進に関する法律の趣旨に沿って女性候補者の割合を高めることを要請、最高裁判事も含む裁判官全体に占める女性の割合を高めるよう裁判所等の関係方面に要請等）
2. 雇用分野、仕事と生活の調和（男性の育児休業取得率の向上、就活セクハラの防止等）
3. 地域（固定的な性別役割分担意識を背景に若い女性の大都市圏への流出が増大していることから地域経済にとっても男女共同参画が不可欠。地域における女性デジタル人材など学び直しを推進等）
4. 科学技術・学術（若手研究者ポストや研究費採択で、育児等による研究中断に配慮した応募要件等）
5. 女性に対するあらゆる暴力の根絶（「性暴力の加害者にならない、被害者にならない、傍観者にならない」ことを教える教育の充実、DV相談支援体制の強化等）
6. 貧困等生活上の困難に対する支援と多様性の尊重（ひとり親家庭への養育費の支払い確保等）
7. 生涯を通じた健康支援（不妊治療の保険適用の実現、緊急避妊薬の薬局での購入について検討等）
8. 防災・復興等（女性の視点からの防災・復興ガイドラインに基づく取組の浸透等）
9. 各種制度等の整備（第3号被保険者については縮小する方向で検討等）
10. 教育・メディア等を通じた意識改革、理解の促進（校長・教頭への女性の登用、医学部入試について男女別合格率の開示促進等）
11. 男女共同参画に関する国際的な協調及び貢献（わが国が国際会議の議長国となる場合、ジェンダー平等をすべての大臣会合においてアジェンダとして取り上げる等）
12. 推進体制の強化（EBPMの観点を踏まえ、計画中間年（令和5年度目途）における点検・評価を実施、若年層を含め国民の幅広い意見を反映、地域における男女共同参画センターの機能強化等）

## 制定前の各政党の立場
1998年（平成10年）7月に行われた参議院選挙における各政党の公約より。
- 自由民主党
  - 「男女共同参画社会の実現を促進するための基本法の制定を期する」

- 民主党
  - 「男女共同参画社会を実現するため、基本法制定を推進します」

- 公明党
  - 「男女共同参画社会を実現するために「男女平等基本法」の制定を目指します」

- 社会民主党
  - 「男女平等基本法、（略）をつくります」

- 自由党、新党さきがけ、日本共産党は特になし。

## 議論

### アファーマティブ・アクションに対する議論
アファーマティブ・アクション（積極的格差是正措置、ポジティブ・アクション）について、2016年の調査によると日本を含む諸国で男女とも賛成の割合が反対の割合を大きく上回っているものの、反対する声も根強い。反対の理由としては、アメリカでは「自由な競争を妨げ、社会や企業の活力を損なう恐れがある」「女性が優遇される結果、同じ能力を持つ男性が差別される」、スウェーデンでは「男女の平等は、社会の意識や慣習が変化し、女性が能力を十分に発揮できるようになれば自然に達成される」「女性が優遇される結果、同じ能力を持つ男性が差別される」、ドイツでは、「女性が優遇される結果、同じ能力を持つ男性が差別されるから」「男女の平等は、社会の意識や慣習が変化し、女性が能力を十分に発揮できるようになれば自然に達成される」などがある。